# Julij Kim
Julij Čersanovič Kim (in russo Ю́лий Черса́нович Ким?, in coreano 율리 킴?; Mosca, 23 dicembre 1936) è un compositore, poeta e cantautore russo.
È considerato uno dei più importanti bardi russi. Le sue canzoni passano dalla satira leggera a quella politica, più graffiante; sono presenti in almeno cinquanta film sovietici, inclusi Bumbarash, Le 12 sedie e Un miracolo ordinario, come le canzoni: The Brave Captain (Il capitano coraggioso), The Black Sea (Il Mar Nero), The Whale-Fish (La balena), Cursed Lips (Labbra maledette), Captain Bering (Capitano Bering) e Baron Germont Went to War (Il barone Germont andò in guerra). Dal 1998, vive in Israele e compie viaggi sporadici in Russia, Europa e Stati Uniti.

## Biografia
Kim è nato, nel 1936, a Mosca, da Kim Chersan (1904-1938), un giornalista di origine coreana, e Nina Valentinovna Vsesvyatskaya (1907-1974), un’insegnante di lingua e letteratura russa, proveniente da una famiglia di medici russi. Suo nonno, Vasiliy Vsesvyatskiy, era un prete della Chiesa ortodossa russa, nella Ugodsko-Zavodsky Uezd del Governatorato di Kaluga, che battezzò Georgy Zhukov.
I genitori di Kim furono vittime delle Grandi Purghe del 1937 e 1938, nelle quali suo padre fu giustiziato e sua madre fu condannata, come "familiare di un traditore della Patria", a cinque anni di lavoro forzato e a tre anni di esilio, di conseguenza Kim non la vide fino all'età di 9 anni. Fu rilasciata, durante il periodo del Disgelo nel 1958, ma prima di allora, era sotto la legge del "101º chilometro" e non poteva vivere a Mosca, così la famiglia di Kim si stabilì a Maloyaroslavets, nel Kaluga Oblast. Nel 1951, la famiglia si trasferì in Turkmenistan. Nel 1954, Kim tornò a Mosca, per entrare nell'Istituto Pedagogico Statale di Mosca.
Nel 1959, Kim si laureò presso il Dipartimento di Storia e Filologia dell'Università Pedagogica Statale di Mosca. Durante gli anni di studio, ha iniziato a scrivere poesie e a metterne in musica alcune. Dopo la laurea, fu mandato ad insegnare nel villaggio di Il'pyrsky, nell’Oblast' di Kamčatka, vicino ad Anapka, dove ha insegnato per tre anni. Era docente di storia, letteratura, geografia e molte altre materie, ed ha anche diretto una serie di spettacoli musicali studenteschi. Da allora, il mare è diventato uno dei temi principali delle sue canzoni.
Nel 1969, ha firmato un Appello al Comitato per i diritti umani dell'ONU.
Dopo il suo ritorno a Mosca, Kim lavorò come insegnante scolastico e, allo stesso tempo, partecipò al movimento politico della dissidenza in Unione Sovietica. La sua partecipazione gli costò il lavoro, nel 1968. Successivamente, Kim si guadagnò da vivere, scrivendo canzoni per opere teatrali e film e pubblicandole sotto lo pseudonimo Yu. Mentre, lo pseudonimo, Mikhailov, lo usò fino al 1986. Negli stessi anni, gli fu proibito di fare concerti, tuttavia continuò, comunque, ad esibirsi in segreto.
Con l’avvento della Glasnost', gli fu, finalmente, concesso di esibirsi in concerto, in maniera legale. Dalla fine dell’Unione Sovietica, è stato acclamato da tutta la popolazione russofona e ha fatto concerti in diversi continenti e paesi, tra cui la Russia, l’Europa e gli Stati Uniti. Ha ricevuto molti premi, come il Bulat Okudzhava della Federazione Russa.
Ad oggi, la discografia di Yuliy Kim conta oltre 20 titoli, fra CD, DVD, nastri audio e video. Le sue canzoni sono state incluse in quasi tutte le antologie delle canzoni d’autore russe, così come anche, in molte antologie di poesia moderna russa.
La sua prima moglie fu Irina Yakir, nipote del comandante della Armata Rossa, Iona Jakir. Nel 1966 e nel 1998, la coppia emigrò in Israele. Dopo la morte di Irina, nel 1999, Kim sposò Lidia Lugovaya, una cara amica d’infanzia della prima moglie. Vive tra Mosca e Gerusalemme.

## Filmografia principale
| Anno | Film                                 | Nome originale                      | Contributo                                          |
| ---- | ------------------------------------ | ----------------------------------- | --------------------------------------------------- |
| 1963 | Newton Street, Abitazione 1          | Улица Ньютона, дом 1                | Testo, voce, recitazione (non accreditata)          |
| 1969 | Nei pressi del lago                  | У озера                             | Testo                                               |
| 1971 | Bumbarash                            | Бумбараш                            | Testo                                               |
| 1976 | Le 12 sedie                          | 12 стульев                          | Testo                                               |
| 1977 | A proposito di Cappuccetto Rosso     | Про Красную Шапочку                 | Testo                                               |
| 1978 | Cavoli e Re                          | Короли и капуста                    | Testo, voce                                         |
| 1978 | Cinque serate                        | Пять вечеров                        | Testo                                               |
| 1978 | Un miracolo ordinario                | Обыкновенное чудо                   | Testo                                               |
| 1979 | Una Barba molto Blu                  | Очень синяя борода                  | Testo                                               |
| 1982 | La Storia dei Viaggi                 | Сказка странствий                   | Testo                                               |
| 1982 | Lungo Sentieri Sconosciuti           | Там, на неведомых дорожках...       | Testo                                               |
| 1984 | Pippi Calzelunghe                    | Пеппи Длинныйчулок                  | Testo, voce                                         |
| 1984 | Formula dell'amore                   | Формула любви                       | Testo                                               |
| 1984 | Fai ridere il Pagliaccio             | Рассмешите клоуна                   | Testo, voce                                         |
| 1985 | Dopo la Pioggia, di un Giovedì       | После дождичка в четверг            | Sceneggiatura, testo, recitazione (non accreditata) |
| 1987 | Un Uomo dal Viale dei Cappuccini     | Человек с бульвара Капуцинов        | Testo                                               |
| 1988 | Uno, Due — il Dolore non è Tragedia! | Раз, два — горе не беда!            | Sceneggiatura, testo, recitazione                   |
| 1988 | Il Cuore di un Cane                  | Собачье сердце                      | Testo                                               |
| 1991 | Ombra                                | Тень, или Может быть, всё обойдётся | Testo                                               |
| 2002 | Il Dottore Riluttante                | Лекарь поневоле                     | Musica, testo e voce                                |
| 2010 | Il Brutto Anatroccolo                | Гадкий утёнок                       | Testo                                               |